# Groupe de NGC 3223
Le groupe de NGC 3223 comprend au moins 17 galaxies situées dans la constellation de la Machine pneumatique. La distance moyenne entre ce groupe et la Voie lactée est d'environ 46,4 Mpc (∼151 millions d'al). 

## Membres
Le tableau ci-dessous liste les 16 galaxies du groupe indiquées dans l'article de A.M. Garcia paru en 1993. D'autre part, on pourrait ajouter à ces 16 galaxies la galaxie NGC 3258E (PGC 31131), car elle est dans la même région du ciel et à une distance semblable à plusieurs galaxies de ce groupe.    
| Nom        | Class.       | Type                            | α (J2000.0)   | δ (J2000.0)  | Vitesse radiale (km/s) | m               | Distance (Mpc) | Diamètre (kal) |
| ---------- | ------------ | ------------------------------- | ------------- | ------------ | ---------------------- | --------------- | -------------- | -------------- |
| IC 2552    | SAB(s)0-?    | Lenticulaire                    | 10h 10m 46.1s | -34° 50′ 41″ | 3009 ± 12              | 12,5            | 49,1 ± 3,5     | 96             |
| IC 2559    | SB(s)b?      | Spirale barrée                  | 10h 14m 45.4s | -34° 03′ 32″ | 2987 ± 4               | 13,4            | 48,8 ± 3,4     | 84             |
| IC 2560    | (R')SB(r)b?  | Spirale barrée                  | 10h 16m 18.7s | -33° 33′ 50″ | 2925 ± 2               | 11,7            | 47,9 ± 3,4     | 149            |
| PGC 30038  | IB(s)m       | Irrégulière barrée magellanique | 10h 17m 07.8s | -33° 25′ 16″ | 2777 ± 0               | 20,13 ± 0,17a   | 45,7 ± 3,2     | 55             |
| NGC 3223   | SA(s)b       | Spirale                         | 10h 21m 35.1s | -34° 16′ 01″ | 2893 ± 3               | 11,0            | 47,4 ± 3,3     | 154            |
| NGC 3224   | E+           | Elliptique                      | 10h 21m 41.2s | -34° 41′ 48″ | 3088 ± 18              | 11,0            | 50,3 ± 3,6     | 102            |
| NGC 3258A  | SAB0+?       | Lenticulaire                    | 10h 28m 19.1s | -35° 27′ 16″ | 2772 ± 15              | 13,2            | 45,6 ± 3,2     | 87             |
| NGC 3258   | E1           | Elliptique                      | 10h 28m 53.6s | -35° 36′ 20″ | 2878 ± 9               | 11,5            | 47,2 ± 3,3     | 194            |
| NGC 3268   | E2           | Elliptique                      | 10h 30m 00.6s | -35° 19′ 32″ | 2800 ± 21              | 11,5            | 46,0 ± 3,3     | 165            |
| NGC 3258C  | SB(r)ab      | Spirale barrée                  | 10h 31m 24.1s | -35° 13′ 14″ | 2597 ± 19              | 13,7            | 43,1 ± 3,1     | 44             |
| NGC 3258D  | SB(s)b?      | Spirale barrée                  | 10h 31m 55.7s | -35° 24′ 35″ | 2476 ± 16              | 13,2            | 41,3 ± 2,9     | 65             |
| ESO 375-64 | SAB(rs)a pec | Spirale intermédiaire           | 10h 34m 00.7s | -35° 16′ 56″ | 2573 ± 8               | 14,63           | 42,7 ± 3,0     | 65             |
| NGC 3289   | SB0^+(rs)?   | Lenticulaire                    | 10h 34m 07.4s | -35° 19′ 24″ | 2754 ± 9               | 12,5            | 45,4 ± 3,2     | 136            |
| NGC 3281C  | S0           | Lenticulaire                    | 10h 32m 59.5s | -34° 53′ 10″ | 2779 ± 19              | 13,3            | 45,8 ± 3,2     | 98             |
| ESO 375-3  | SB(s)m       | Spirale barrée magellanique     | 10h 15m 53.8s | -34° 06′ 53″ | 2609 ± 0               | 12,92 ± 0,09    | 43,2 ± 3,0     | 66             |
| ESO 375-47 | S0^+? Pec    | Lenticulaire                    | 10h 30m 19.5s | -34° 24′ 18″ | 3040 ± 7               | 11,185 ± 0,052b | 49,6 ± 3,5     | 74             |
| NGC 3258E  | Sb?          | Spirale                         | 10h 32m 24.9s | -34° 59′ 54″ | 3058 ± 10              | 14,6            | 49,9 ± 3,5     | 48             |

- aEn ultraviolet.
- bDans le proche infrarouge.

Le site DeepskyLog permet de trouver aisément les constellations des galaxies mentionnées dans ce tableau ou si elles ne s'y trouvent pas, l'outil du site constellation permet de le faire à l'aide des coordonnées de la galaxie. Sauf indication contraire, les données proviennent du site NASA/IPAC.